# 23 de mayo
El 23 de mayo es el 143.º (centésimo cuadragésimo tercer) día del año en el calendario gregoriano y el 144.º en los años bisiestos. Quedan 222 días para finalizar el año.

## Acontecimientos
- 1430: Juana de Arco es capturada por los borgoñones.
- 1482: los abencerrajes entran por el Albaicín (España) y proclaman rey de Granada a Boabdil, tras una reñida batalla con los adeptos de Muley Hacén.
- 1493: en España, los Reyes Católicos ordenan el envío al nuevo continente de 25 caballos del antiguo Reino nazarí de Granada.
- 1533: en Inglaterra, se anula el casamiento entre Enrique VIII y Catalina de Aragón.
- 1555: en Roma, el religioso Gian Pietro Caraffa es elegido papa con el nombre de Pablo IV.
- 1575: la aldea de San Salvador (actual capital de El Salvador) ―que tenía pocos cientos de habitantes― sufre el primero de sus numerosos macrosismos, que la destruye totalmente. No hay registro de víctimas mortales. Seis años después otro terremoto la destruirá otra vez, y en 1594 por tercera vez.[1]
- 1618: se produce la tercera defenestración de Praga, desencadenante de la guerra de los Treinta Años.
- 1807: en Montevideo (Uruguay) aparece La Estrella del Sur, primer periódico que se publica en la ciudad.
- 1822: en Inglaterra, se inician las obras del primer ferrocarril entre las ciudades de Stockton y Darlington.
- 1823: en Madrid (España) entran sin encontrar resistencia los Cien Mil Hijos de San Luis, expedición francesa encargada de restablecer el absolutismo de Fernando VII.
- 1844: en Persia (hoy Irán), el profeta persa Siyyid Alí Muhammad (El Bab) anuncia su misión. Actualmente es considerado precursor de Bahaulá (fundador del bahaísmo).
- 1845: las Cortes Españolas votan una nueva Constitución.
- 1863: en Leipzig (Reino de Sajonia), el abogado socialista Ferdinand Lassalle funda la Asociación General de Obreros Alemanes.
- 1873: se establece la Real Policía Montada del Canadá.
- 1915: Italia declara la guerra al Imperio austrohúngaro, en el marco de la Primera Guerra Mundial.
- 1924: en la Unión Soviética se realiza el XIII Congreso del PCUS, donde se condenan las tesis de Trotski y la oposición izquierdista.
- 1927: en la provincia Gansu (China), un terremoto de magnitud 8,0 en la escala de Richter deja un saldo de 41 419 víctimas.
- 1929: en la Ciudad de México, protesta estudiantil en la Escuela Nacional de Jurisprudencia que demandaba autogobierno, libertad de cátedra y libertad de pensamiento, que derivó en la autonomía de la entonces llamada Universidad Nacional de México que, con ello, se volvió la Universidad Nacional Autónoma de México (Día del Estudiante en México).
- 1934: en los Estados Unidos, la policía mata a Bonnie y Clyde.
- 1936: en Buenos Aires, se inaugura el Obelisco, verdadero ícono porteño.
- 1945: a fines de la Segunda Guerra Mundial, Heinrich Himmler, cabeza de las SS, se suicida mientras es custodiado por los Aliados.
- 1949: en Bonn se promulga la Ley Fundamental de Bonn con la que se funda la República Federal de Alemania.
- 1951: en Venezuela se decreta la orquídea flor nacional.
- 1958: en Venezuela se nombra ave nacional al turpial.
- 1962: cerca de la zona arqueológica de Xochicalco, 126 km al sur de la Ciudad de México ―donde se escondía de los ataques del presidente Adolfo López Mateos― es secuestrado y asesinado a tiros el revolucionario y guerrillero mexicano de origen campesino Rubén Jaramillo (62) junto a su esposa encinta y tres de sus hijos, además de sus sobrinos y varios compañeros estudiantes y veteranos campesinos. Solo sobrevivieron a la masacre su suegra y su hija Raquel.
- 1963: Fidel Castro recibe el título de «héroe de la Unión Soviética».
- 1963: Central Park en Nueva York, es declarado Lugar Histórico Nacional de los Estados Unidos.
- 1979: Grecia firma su adhesión a la Comunidad Económica Europea.
- 1979: en Nicaragua, el presidente general Anastasio Somoza Debayle crea por decreto el parque nacional Volcán Masaya en plena insurrección contra su gobierno.
- 1981: en España ocurre el atraco a la sucursal del Banco Central en Barcelona.
- 1982: se estrena en Reino Unido The Wall (La Película) musical de Pink Floyd.
- 1986: en España, el escritor peruano Mario Vargas Llosa recibe el premio Príncipe de Asturias de las Letras.
- 1992: en Italia, el juez antimafia Giovanni Falcone es asesinado en atentado.
- 1993: en Camboya se realizan elecciones tras trece años de guerra civil.
- 1995: en el campo de la informática, la empresa Sun desarrolla oficialmente el lenguaje de programación Java.
- 2000: un km al este de la isla de Riou ―unos 20 km al sureste de Marsella (Francia)―, un buzo llamado Luc Vanrell encuentra los restos de un avión P-38 Lightning cerca de donde se encontró el brazalete del escritor y aviador Antoine de Saint-Exuperý. Los restos del avión serán recuperados en octubre de 2003, y el 7 de abril de 2004, investigadores del Departamento de Arqueología Subacuática confirmarán que los restos son los del avión de Saint-Exupéry.[2]
- 2000: La cantautora cubana-estadounidense Gloria Estefan, lanza al mercado su noveno álbum de estudio y tercer álbum realizado en español titulado Alma caribeña.
- 2004: en el aeropuerto Charles de Gaulle, se derrumba parte de la Terminal 2E, matando a cuatro personas.
- 2008: en Brasilia se firma el tratado constituyente de la Unasur (Unión de Naciones Suramericanas), comunidad política y económica integrada por los doce países sudamericanos.
- 2009: Hilda Díaz, funda El Día Internacional del Primer Beso, en Catia la Mar, Estado Vargas, Venezuela.
- 2010: en Rosario, el club de fútbol Rosario Central desciende a la Primera B Nacional después de 26 años.
- 2010: en México, Toluca consigue su décimo título del futbol mexicano al vencer en penales al Santos Laguna.
- 2010: se emite el último capítulo de la serie Perdidos (Lost), una de las series de mayor éxito a nivel mundial, simultáneamente en todo el mundo.
- 2010: La empresa japonesa Nintendo lanza al mercado Super Mario Galaxy 2 para la consola Wii en Estados Unidos.
- 2011: en Chile, los restos del expresidente Salvador Allende son exhumados para dilucidar por completo la causa de su muerte, acaecida durante el Golpe de Estado en Chile de 1973.
- 2012: se celebra la primera vuelta de las elecciones presidenciales en Egipto, las primeras pluralistas en su historia.
- 2012: la Gendarmería de la Ciudad del Vaticano detiene al mayordomo del papa Benedicto XVI, Paolo Gabriele (46) por supuestamente develar documentos secretos (que aparecieron en el libro Su Santidad: los papeles secretos de Benedicto XVI). Comienza el caso Vatileaks.
- 2015: 60° edición del Festival de la Canción de Eurovisión celebrado en Viena (Austria).
- 2015: beatificación del arzobispo de San Salvador Óscar Romero, obispo y mártir salvadoreño; en una misa celebrada en San Salvador, capital de El Salvador, por el Cardenal Angelo Amato, enviado del papa Francisco.
- 2017: en Seúl (Corea del Sur) debuta el grupo masculino de k-pop A.C.E.
- 2018: Se estrenó el vídeo musical de Fall In Line de Christina Aguilera con Demi Lovato.
- 2021: se celebraron los Billboard Music Awards en el Microsoft Theatre. El presentador fue Nick Jonas.
- 2021: Título del Lille O. S. C. Ganando su quinta Ligue 1 rompiendo la racha de 3 títulos seguidos del Paris Saint-Germain

## Nacimientos
- 1052: Felipe I, rey francés (f. 1108).
- 1450: Giovanni Caboto, navegante y explorador italiano (f. 1499).
- 1606: Juan Caramuel, filósofo, matemático, lógico y lingüista español (f. 1682).
- 1676: Johann Bernhard Bach, organista, clavecinista y compositor alemán (f. 1749).
- 1707: Carlos Linneo, naturalista y médico sueco (f. 1778).
- 1718: William Hunter, anatomista y médico escocés-británico (f. 1783).
- 1729: Giuseppe Parini, poeta italiano (f. 1799).
- 1730: Augusto Fernando de Prusia, general y aristócrata («príncipe») prusiano (f. 1813).
- 1734: Franz Anton Mesmer, médico alemán, descubridor del hipnotismo (f. 1815).
- 1735: Charles-Joseph de Ligne, mariscal y aristócrata austríaco de origen belga (f. 1814).
- 1741: Andrea Luchesi, compositor italiano (f. 1801).
- 1768: Auguste Marie Taunay, escultor francés (f. 1824).
- 1779: Rita Pérez de Moreno, activista independentista mexicana (f. 1861), esposa de Pedro Moreno.
- 1790: Jules Dumont D'Urville, explorador francés (f. 1842).
- 1790: James Pradier, escultor francés (f. 1852).
- 1794: Ignaz Moscheles, compositor y pianista checo (f. 1870).
- 1795: Charles Barry, arquitecto británico (f. 1860).
- 1799: Manuel María de Llano, médico, político y periodista mexicano (f. 1863).
- 1804: Rómulo Díaz de la Vega, militar y político mexicano (n. 1877).
- 1810: Margaret Fuller, periodista y activista estadounidense (f. 1850).
- 1811: José de Salamanca y Mayol, empresario y político español (f. 1883).
- 1819: August von Kreling, escultor alemán (f. 1876).
- 1824: Ambrose Burnside, militar estadounidense (f. 1881).
- 1834: Carl Bloch, pintor danés (f. 1890).
- 1843: Joaquín Vayreda, pintor español (f. 1894).
- 1844: `Abdu'l-Bahá, líder religioso persa (f. 1921), hijo mayor de Bahá'u'lláh, el fundador del bahaísmo.
- 1848: Otto Lilienthal, inventor e ingeniero aeronáutico alemán (f. 1896).
- 1851: Luis Ricardo Falero, pintor, inventor e ingeniero español (f. 1896).
- 1852: Roberto Wernicke, médico, bacteriólogo, educador e investigador argentino (f. 1922).
- 1855: Enrique de las Morenas y Fossi, militar español (f. 1898), y uno de los Últimos de Filipinas.
- 1859: Emilio Barilari, marino argentino (f. 1924).
- 1872: Eduardo Hernández-Pacheco y Estevan, arqueólogo español (f. 1965).
- 1874: Manuel del Busto, arquitecto español (f. 1948)
- 1875: Alfred P. Sloan, empresario estadounidense (f. 1966), presidente de General Motors.
- 1882: Lauro Aguirre Espinosa, educador mexicano e impulsor de la enseñanza normal (f. 1928).
- 1883: Douglas Fairbanks, actor estadounidense (f. 1939).
- 1884: Corrado Gini, sociólogo italiano (f. 1965).
- 1888: Leopoldo Torres Balbás, exdirector de la Alhambra (f. 1960).
- 1890: Herbert Marshall, actor británico (f. 1966).
- 1890: Rafael Buelna, militar mexicano (f. 1924).
- 1891: Pär Fabien Lagerkvist, escritor sueco, premio nobel de literatura en 1951 (f. 1974).
- 1892: Pichichi (Rafael Moreno Aranzadi), futbolista español (f. 1922).
- 1896: Felix Steiner, militar y político alemán (f. 1966).
- 1897: Alberto Hidalgo, escritor peruano (f. 1967).
- 1900: Hans Frank, líder nazi alemán (f. 1946)
- 1900: Franz Neumann, político alemán (f. 1954)
- 1901: Edmund Rubbra, compositor británico (f. 1986)
- 1903: Charles William Morris, filósofo estadounidense (f. 1979).
- 1905: René Cóspito, músico y actor argentino (f. 2000).
- 1905: Ramiro Ledesma Ramos, político y escritor español (f. 1936).
- 1906: Lucha Reyes, cantante mexicana (f. 1944).
- 1908: John Bardeen, físico estadounidense, premio nobel de física en 1956 y en 1972 (f. 1991).
- 1908: Tomiko Itooka, supercentenaria japonesa (f. 2024).
- 1908: Annemarie Schwarzenbach, periodista suiza (f. 1942).
- 1910: Franz Kline, pintor estadounidense (f. 1962).
- 1910: Artie Shaw, director de orquesta y clarinetista estadounidense de jazz (f. 2004).
- 1912: Jean Françaix, compositor francés (f. 1997).
- 1917: Jorge Gottau, sacerdote argentino (f. 1994).
- 1917: Edward Lorenz, matemático y meteorólogo estadounidense (f. 2008).
- 1919: Ruth Fernández, cantante puertorriqueña (f. 2012).
- 1919: Luis Papic Ramos, político chileno (f. 1990).
- 1919: Gayatri Devi, princesa india (f.2009)
- 1921: Grigori Chujrái, director de cine soviético (f. 2001)
- 1923: Eduardo Lourenço, filósofo y escritor portugués (f. 2020).
- 1923: Alicia de Larrocha, pianista española (f. 2009).
- 1924: Karlheinz Deschner, historiador, crítico y ensayista alemán (f. 2014).
- 1924: Seymour Jonathan Singer, biólogo celular estadounidense (f. 2017).
- 1925: Joshua Lederberg, genetista estadounidense, premio nobel de medicina en 1958 (f. 2008).
- 1926: Joe Slovo, político sudafricano comunista judío de origen lituano (f. 1995).
- 1927: Dieter Hildebrandt, artista de cabaret alemán (f. 2013).
- 1928: Rosemary Clooney, cantante y actriz estadounidense (f. 2002).
- 1928: Nigel Davenport, actor británico de cine y televisión (f. 2013).
- 1930: Friedrich Achleitner, escritor austriaco (f. 2019).
- 1930: Jordi Solé Tura, político español (f. 2009).
- 1931: José Luis Coll, humorista y escritor español (f. 2007).
- 1933: Joan Collins, actriz británica.
- 1934: Robert Moog, inventor estadounidense (f. 2005).
- 1934: Gordon Fee, teólogo estadounidense (f. 2022).
- 1936: Philip Kaufman, cineasta estadounidense.
- 1940: Gérard Larrousse, piloto y director de equipo de automovilismo francés.
- 1940: Cora Sadosky, matemática argentina (f. 2010).
- 1942: José Pastoriza, futbolista y director técnico argentino (f. 2004).
- 1944: John Newcombe, tenista australiano.
- 1944: Lena Nyman, actriz sueca (f. 2011).
- 1946: Rodolfo Aicardi, cantautor colombiano de música popular (f. 2007).
- 1947: Ann Hui, cineasta y guionista hongkonesa.
- 1949: Alan García, abogado y político peruano, presidente del Perú entre 1985-1990 y 2006-2011 (f. 2019).
- 1949: Isabel Celaá, política y catedrática española.
- 1951: Anatoli Kárpov, ajedrecista ruso.
- 1952: Anne-Marie David, cantante francesa.
- 1952: Federico Trillo, político español.
- 1953: Enzo Trossero, futbolista y entrenador argentino.
- 1956: Ursula Plassnik, política austríaca.
- 1957: Jimmy McShane, cantante británico (f. 1995).

Américo Villarreal Anaya

- 1958: Drew Carey, actor estadounidense.
- 1958: Thomas Reiter, astronauta alemán.
- 1958: Américo Villarreal Anaya, político mexicano.
- 1961: Lucía Galán, cantante y actriz argentina.
- 1963: Alberto Canapino, reparador argentino de automóviles de competición (f. 2021).
- 1965: Manuel Sanchís, futbolista español.
- 1965: Tom Tykwer, cineasta alemán.
- 1965: Melissa McBride, actriz estadounidense.
- 1966: H. Jon Benjamin, actor estadounidense.
- 1967: Carlos Mercenario, atleta mexicano, marchista medallista olímpico y campeón mundial.
- 1967: Zague (Luis Roberto Alves), futbolista mexicano.
- 1967: Phil Selway, músico británico, de la banda Radiohead.
- 1967: Roberto Caruso, ciclista italiano.
- 1969: Laurent Aïello, piloto de automovilismo francés.
- 1971: George Osborne, político británico.
- 1972: Rubens Barrichello, piloto de automovilismo brasileño.
- 1973: Santiago Eximeno, escritor español.
- 1973: Juan José Padilla, torero español.
- 1974: Jewel, cantante y actriz estadounidense.
- 1974: María Soledad Rosas, militante anarquista italo-argentina.
- 1974: Mónica Naranjo, cantante y compositora española.
- 1975: Olivia Luna, locutora y periodista mexicana.
- 1976: Antonio Naelson Sinha Matias, futbolista mexicano-brasileño.
- 1976: Kelly Monaco, actriz estadounidense.
- 1976: Emiliano Spataro, piloto de automovilismo argentino.

- 1977: Sergio Mur, actor español.

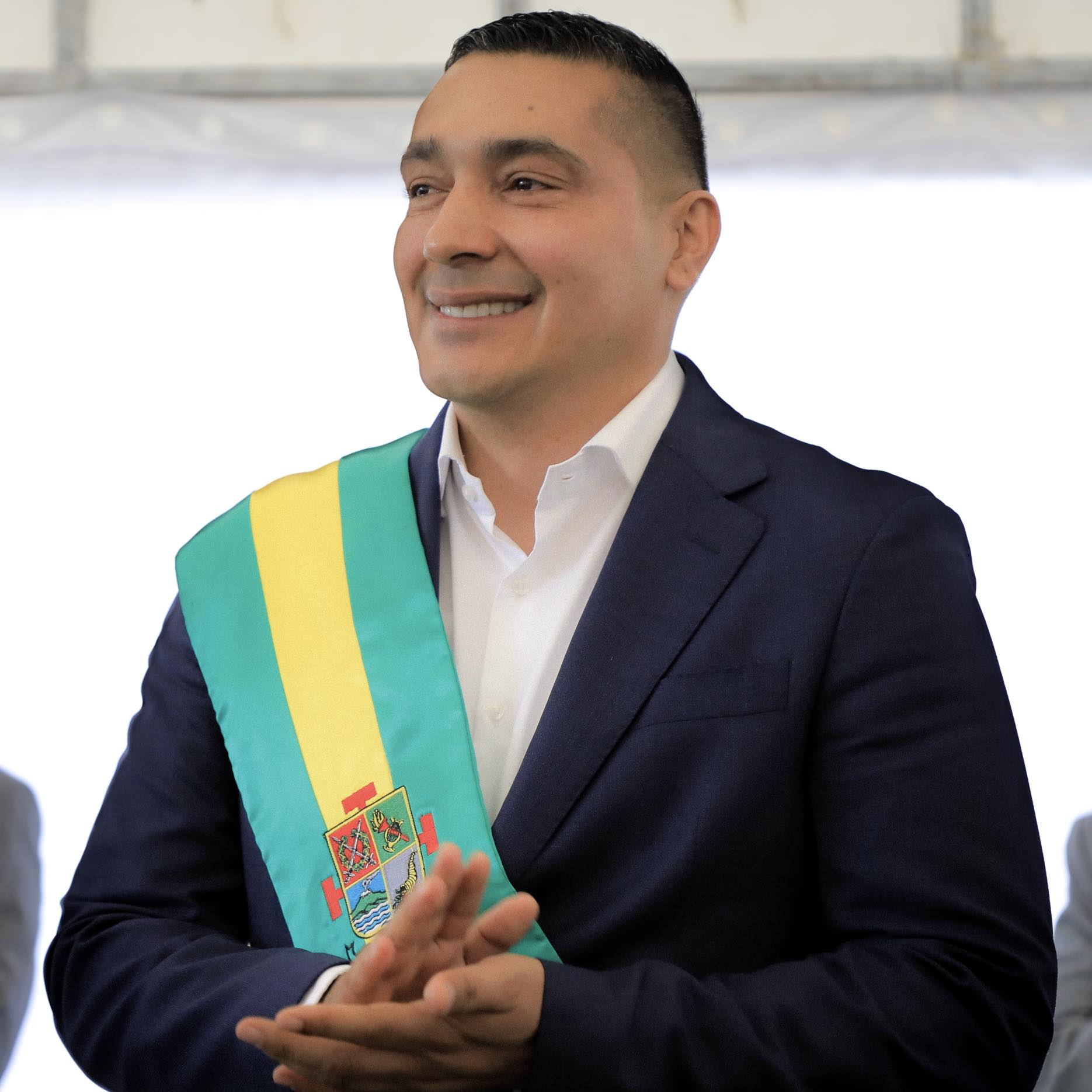
Jorge Octavio Guzmán

- 1977: Sergio Fernández González, futbolista español.
- 1977: Jorge Octavio Guzmán, abogado y político colombiano, Gobernador de Cauca desde 2024.
- 1978: Scott Raynor, baterista estadounidense, de la banda Blink-182.
- 1978: 2-D, vocalista principal de Gorillaz
- 1980: Miren Ibarguren, actriz española.
- 1980: Josh Cooley, cineasta estadounidense.
- 1981: Gwenno Pipette, cantante británica (The Pipettes).
- 1981: Oriol Lozano, futbolista español.
- 1982: Malene Mortensen, cantante danesa.
- 1983: Heidi Range, cantante británica (Sugababes).
- 1983: Alex Shelley, luchador profesional estadounidense.
- 1983: Silvio Proto, futbolista belga.
- 1983: Ante Tomić, futbolista croata.
- 1984: Adam Wylie, actor estadounidense.
- 1984: Hugo Almeida, futbolista portugués.
- 1986: Ryan Coogler, cineasta estadounidense.
- 1987: Ezequiel Cwirkaluk «El Polaco», cantante argentino.
- 1988: Angelo Ogbonna, futbolista italiano.
- 1989: Santiago Mangoni, piloto de automovilismo argentino.
- 1991: Lena Meyer-Landrut, cantante alemana.
- 1993: Guillermo Fernández Hierro, futbolista español.
- 1996: Çağlar Söyüncü, futbolista turco.
- 1996: Brandon Obregón, futbolista argentino.
- 1996: Lukáš Sadílek, futbolista checo.
- 1997: Joe Gomez, futbolista británico.
- 1997: Pedro Chirivella, futbolista español.
- 1997: Rui Tanabe, actriz de voz y bailarina japonesa.
- 1997: Kiana James, luchadora profesional estadounidense.
- 1997: Daichi Hayashi, futbolista japonés.
- 1997: Edmilson Pedro, yudoca angoleño.
- 1997: Max Kilman, futbolista británico.
- 1997: Carolina Imbrogiano, futbolista argentina.
- 1998: Ramona Young, actriz estadounidense.
- 1998: Berat Özdemir, futbolista turco.
- 1998: Luca de la Torre, futbolista estadounidense.
- 1998: Sérgio Sette Câmara, piloto de automovilismo brasileño.
- 1998: Justinian Jessup, baloncestista estadounidense.
- 1998: Song Zu'er, actriz y cantante china.
- 1998: Matías Palavecino, futbolista argentino.
- 1999: James Charles, youtuber estadounidense.
- 2000: Felipe Drugovich, piloto brasileño de automovilismo.
- 2000: Barış Alper Yılmaz, futbolista turco.
- 2000: Jaxson Hayes, baloncestista estadounidense.
- 2000: Lorenzo Patta, atleta italiano.
- 2000: Joshua Obiesie, baloncestista alemán.
- 2000: Israel Reyes, futbolista mexicano.
- 2000: Cristofer Salas, futbolista chileno.
- 2000: Simon Bucher, nadador austriaco.
- 2000: Magnus Jacobsen, futbolista feroés.
- 2000: Keondre Coburn, jugador de fútbol americano estadounidense.
- 2000: Ty Emberson, jugador de hockey sobre hielo estadounidense.
- 2000: Aldo López, futbolista mexicano.
- 2000: Facundo Masuero, futbolista argentino.
- 2000: Jalen Mayfield, jugador de fútbol americano estadounidense.
- 2000: Cristian Quintero, futbolista panameño.
- 2000: Candela Salinas, voleibolista argentina.
- 2000: Nino Žugelj, futbolista esloveno.
- 2001: Maxime Delanghe, futbolista belga.
- 2001: Luismi Cruz, futbolista español.
- 2001:  Ryiem Forde, atleta jamaicano.
- 2001: Noah Holm, futbolista noruego.
- 2001: Brennan Johnson, futbolista británico.
- 2001: Matt Lintz, actor estadounidense.
- 2001: Layan Loor, futbolista ecuatoriano.
- 2001: Aleksandr Selevko, patinador artístico sobre hielo estonio.
- 2001: Martin Uldal, biatleta noruego.
- 2001: Dal Varešanović, futbolista bosnio-austriaco.
- 2001: Marlon Yant, voleibolista cubano.
- 2002: José Caicedo, futbolista colombiano.
- 2002: Jan Doležálek, atleta checo.
- 2002: Mikel Goti, futbolista español.
- 2002: Rodrigo Melgarejo, futbolista paraguayo.
- 2002: Claudio Stoessel, atleta alemán.
- 2003: Mao Arai, yudoca japonesa.
- 2003: Théo Brochard, esgrimista suizo.
- 2003: Aoto Osako, futbolista japonés.
- 2003: Lee Young-jun, futbolista surcoreano.
- 2003: Leonardo Zabala, futbolista boliviano.
- 2003: Renzo Zanella, rugbista argentino.
- 2004: Miska Ylitolva, futbolista finlandés.
- 2005: Alexandra Eala, tenista profesional filipina.
- 2006: Paul Argney, futbolista francés.
- 2006: Michael Golding, futbolista británico.
- 2009: Las gemelas Alia De Vercelli y Gabriella De Vercelli, actrices australianas.
- 2024: Augustus Mihai de Rumania Metcalfe, miembro de la Familia Real Rumana.

## Fallecimientos
- 230: Urbano I, papa italiano (n. c. 180).
- 922: Li Sizhao, general y gobernador chino (n. c. 860).
- 1125: Enrique V, emperador germano (n. 1086).
- 1304: Jehan de Lescurel, trovador, compositor y poeta francés (n. h. 1270), ejecutado por ahorcamiento junto con otros tres clérigos de la catedral de Notre Dame, por corrupción y crímenes contra mujeres.
- 1423: Benedicto XIII de Aviñón (Pedro de Luna), «antipapa» de 1394 a 1423 (n. 1328).
- 1498: Girolamo Savonarola, fraile dominico italiano (n. 1452).
- 1523: Ashikaga Yoshitane, 10.º shogun ashikaga japonés (n. 1466).
- 1627: Luis de Góngora, poeta y dramaturgo español (n. 1561).
- 1691: Adrien Auzout, astrónomo francés (n. 1622).
- 1701: William Kidd, pirata escocés-británico (n. 1655).
- 1786: Móric Benyovszky, explorador eslovaco (n. 1746).
- 1812: José Antonio Torres, militar mexicano (n. 1755).
- 1839: Henri Louis Villaume Ducoudray Holstein, militar alemán (n. 1776).
- 1841: Franz Xaver von Baader, filósofo y teólogo alemán (n. 1765).
- 1842: José de Espronceda, poeta español (n. 1808).
- 1848: Tomás Escalante gobernador del Estado de Sonora (n. 1746).
- 1857: Augustin Louis Cauchy, matemático francés (n. 1789).
- 1868: Kit Carson, residente fronterizo estadounidense (n. 1809).
- 1872: Georges François Reuter, naturalista francés (n. 1805).
- 1882: José María Marchessi y Oleaga, militar español (n. 1801).
- 1886: Leopold von Ranke, historiador alemán (n. 1795).
- 1905: Mary Livermore, sufragista y abolicionista estadounidense (n. 1820).
- 1906: Henrik Ibsen, dramaturgo noruego (n. 1828).
- 1908: François Coppée, poeta y novelista francés (n. 1842).
- 1918: Maxime Maufra, pintor francés (n. 1861).
- 1921: Walter de Navazio, pintor argentino (n. 1887).
- 1933: José María Vargas Vila, escritor colombiano (n. 1860).
- 1934: Bonnie y Clyde (23 y 25, respectivamente), forajidos estadounidenses (n. 1910 y 1909 respectivamente).
- 1937: John D. Rockefeller, empresario estadounidense (n. 1839).
- 1940: Paul Nizan, escritor francés (n. 1905).
- 1940: Gaston-Henri Billotte, militar francés (n. 1875).
- 1943: William Aberhart, político canadiense (n. 1878).
- 1945: Heinrich Himmler (44), militar y político alemán (n. 1900).
- 1947: Joaquín Yrarrázabal Larraín, abogado y parlamentario chileno (n. 1886).
- 1961: Piet Kramer, arquitecto neerlandés (n. 1881).
- 1962: Rubén Jaramillo, político mexicano (n. 1900).
- 1965: David Smith, escultor estadounidense (n. 1906).
- 1981: George Jessel, actor estadounidense (n. 1898).
- 1985: Pedro Coronel, pintor mexicano (n. 1923).
- 1986: Sterling Hayden, actor y escritor estadounidense (n. 1916).
- 1988: Aya Kitō, autora japonesa (n. 1962).
- 1991: Wilhelm Kempff, pianista y compositor alemán (n. 1895).
- 1992: Giovanni Falcone, juez italiano asesinado por la mafia (n. 1939).
- 1992: Atahualpa Yupanqui (Héctor Chavero), cantautor folclórico argentino (n. 1908).
- 1993: Luis Beltrán Prieto Figueroa, intelectual, educador y político venezolano  (n. 1902).
- 1994: Joe Pass, guitarrista estadounidense (n. 1929).
- 1996: Dorothy Hyson, actriz estadounidense (n. 1914).
- 1999: Owen Hart, luchador profesional canadiense (n. 1965).
- 2000: Chacho Muller, cantautor folclórico argentino (n. 1929).
- 2001: Alessandro Natta, líder del partido comunista italiano (n. 1918).
- 2003: Jean Yanne, actor y director francés (n. 1933).
- 2004: Ramón Margalef, ecólogo español (n. 1919).
- 2005: Sígfrid Gracia, futbolista español (n. 1932).
- 2008: Iñaki Ochoa de Olza, montañero español (n. 1967).
- 2008: Rita Christiani, actriz estadounidense (n. 1917).
- 2009: Roh Moo-Hyun, presidente surcoreano (n. 1946).
- 2009: José-Miguel Ullán, poeta y periodista español (n. 1944).
- 2011: Elisabeth Eidenbenz, enfermera y filántropa suiza (n. 1911).
- 2011: Roberto Sosa, poeta hondureño (n. 1930).
- 2011: Xavier Tondo, ciclista español (n. 1978).
- 2012: Santiago Antúnez de Mayolo Rynning, político, abogado e historiador peruano (n. 1913).
- 2013: Georges Moustaki, cantautor y músico nacionalizado francés (n. 1934).
- 2014: Mona Freeman, actriz estadounidense (n. 1926).
- 2015: John Forbes Nash, matemático estadounidense, Premio Nobel de Economía en 1994 (n. 1928).
- 2015: Anne Meara, actriz estadounidense (n. 1929).
- 2015: Liudmila Kravets, médica militar soviética y Heroína de la Unión Soviética (n. 1923).
- 2017: Roger Moore, actor británico (n. 1927).
- 2018: Luis Posada Carriles, espía y agente internacional cubano-venezolano (n. 1928).
- 2020: Eddie Sutton, jugador y entrenador de baloncesto estadounidense (n. 1936).
- 2020: Hana Kimura, luchadora profesional japonesa (n. 1997).
- 2021: Ron Hill, maratonista y empresario textil británico (n. 1938).
- 2021: Eric Carle, escritor e ilustrador de libros infantiles estadounidense (n. 1929).
- 2022: Alejandro Bettinotti, documentalista, cantautor, compositor y pianista argentino (n. 1962).
- 2025: Sebastião Salgado, fotógrafo brasileño (n. 1944).

## Celebraciones
- Día Mundial de las Tortugas.[3]

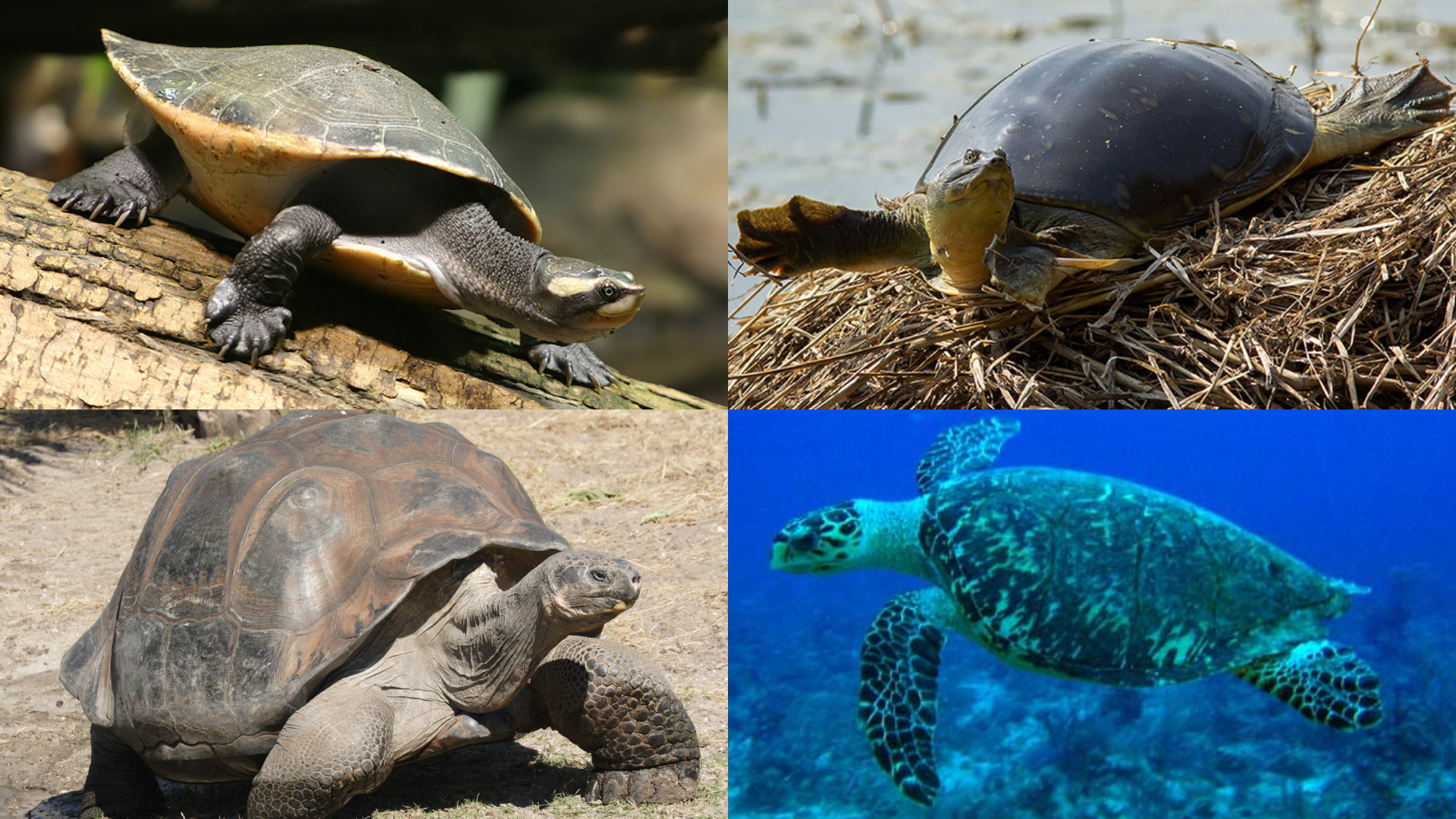
Varias especies de tortugas.

- Día Internacional del Fútbol Femenino.[4]

- Día Internacional del Primer Beso.[5]«Ese primer beso que nunca se olvida, porque fue muy especial» como herramienta para los padres con el fin de disminuir la gravidez y aumentar la autoestima en edades preadolescentes. El evento es una celebración no oficial surgida por una iniciativa en la red social Facebook en 2009.
(No confundir con el Día Internacional del Beso, que se celebra el 13 de abril).

Salud
- Día Internacional para la Erradicación de la Fístula Obstétrica.

- Día Mundial contra el Melanoma.[6]

 Por países
(Por orden alfabético)
- Argentina: 
  - Día del Cine Nacional.[7]
  - Día del Trabajador de la Educación.[8]
Un 23 de mayo de 1988 (37 años) miles de docentes argentinos realizaron la histórica Marcha Blanca. En conmemoración de esa jornada fue que la CTERA estableció esta fecha como el Día de las y los Trabajadores de la Educación.
  - Día del Soldado Aeronáutico.[9]
(Fuerza Aérea Argentina).
    -  Misiones: 
      - Aniversario de El Soberbio.[10]
Fundación: 23 de mayo de 1946 (79 años).[11]
      - Puerto Flora (Puerto Leoni): Aniversario del Club de Caza y Pesca Aristóbulo del Valle.[12]
Fundación: 23 de mayo de 1980 (45 años).

- Estados Unidos: 
  - Día del Centavo de la Suerte.[13]
(en inglés: National Lucky Penny Day).

- Jamaica: 
  - Día del Trabajo.

- México: 
  - Día del Estudiante.
En honor a la lucha por la autonomía universitaria de la Universidad Nacional Autónoma de México (UNAM) en 1929. Ese año, los estudiantes de la Facultad de Derecho iniciaron una huelga en protesta por cambios en los exámenes y la falta de autonomía de la universidad. El 23 de mayo, la policía reprimió violentamente a los manifestantes, lo que generó una reacción masiva y llevó al gobierno a conceder la autonomía universitaria el 29 de mayo de 1929.

- Perú: 
  - Día Nacional del Donante de Órganos y Tejidos.[14]
Busca reconocer a las personas y familias solidarias que han donado órganos, permitiendo que otros puedan seguir viviendo.
  - Día del Queso Peruano.[15]

- Venezuela: 
  - Día de la Flor y el Ave Nacional.
En esta fecha, se conmemora la declaración de la orquídea como Flor Nacional (1951) y del turpial como Ave Nacional (1958).

### Santoral católico
- Virgen del Marcuello.

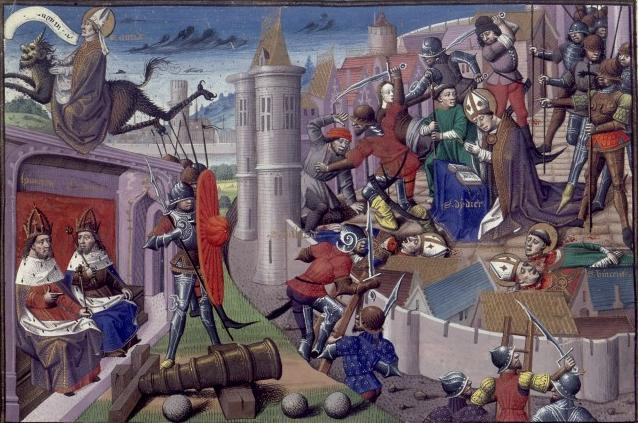
Martirio de San Desiderio de Langres.

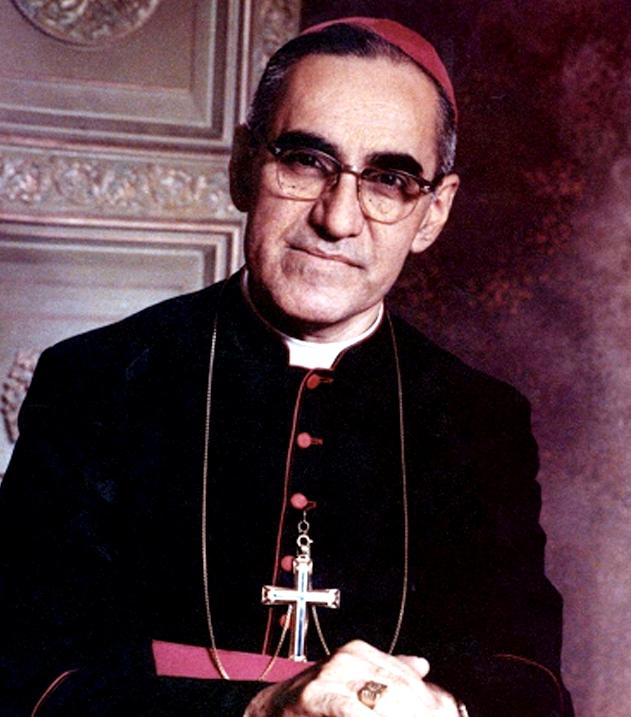
Foto de monseñor Óscar Romero en 1978 en una visita a Roma, primer arzobispo mártir de América.

- Nuestra Señora de los Milagros de Brescia.
- Nuestra Señora del Collado.
- San Basileo de España.
- San Epitafio de España.
- Santa Juana Antida Thouret.
- Santa Mayota.
- San Eusebio.
- San Desiderio de Langres.[16](imagen ilustrativa).
- San Efebo de Nápoles.[16]
- San Eutiquio de Nursia.[16]
- San Guiberto.
- San Hilarión Jugskie.
- San Doroteo.
- San Honorato de Subiaco.[16]
- San Juan Bautista de Rossi.[16]
- San Miguel de Sinada.[16]
- San Siagrio de Niza.[16]
- San Spes de Nursia.[16]
- San Lucio de África.
- San Lucio de Cartago.
- San Donaciano de Cartago.
- San Julián de África.
- San Sul.
- San Mercurial.
- San Víctor de Cartago.
- San Poncio.
- San Montano de Cartago.
- Santa Almerinda de África y 20 compañeros Mártires.
- Santa Eufrosina.
- Beato José Kurzawa.
- Beato Vicente Matuszewski.
- Beata María Crociffisa del Divino Amor.
- Beata Humiliada Vallembrosa.
- Santos Mártires de Capadocia, durante la persecución de Maximiliano Galerio.
- Santos Mártires de Mesopotamia, durante la persecución de Maximiliano Galerio.
- Santos Mártires de Cartago.
- Beato Oscar Romero.[17](imagen ilustrativa).
Primer arzobispo mártir de América. El salvadoreño Oscar Romero, asesinado durante una misa en 1980 en su país, fue beatificado por el papa Francisco el 23 de mayo de 2015.